# Agnès Soral
Agnès Soral (Aix-les-Bains, 8 giugno 1960) è un'attrice francese con cittadinanza svizzera.

## Biografia
Soral è di doppia nazionalità: svizzera da parte di padre, consulente legale, originario del villaggio di Soral nel cantone di Ginevra, e savoiarda da parte di madre, impiegata notarile. È la più giovane di tre figli; Jeanne, la maggiore, si dedicò discretamente alla produzione, mentre Alain, il fratello minore, sociologo, si fece un nome come autore scrivendo opuscoli sulla società. Nel 2014, Agnès ha preso le distanze dal fratello, Alain, perché è un negazionista dell'Olocausto.
Da adolescente, si è iscritta al conservatorio regionale di Grenoble, dove ha scoperto la passione per il teatro.

## Filmografia
- Un moment d'égarement, regia di Claude Berri (1977)
- Chaussette surprise, regia di Jean-François Davy (1978)
- Ciao amico (Tchao Pantin), regia di Claude Berri (1983)
- Réveillon chez Bob, regia di Denys Granier-Deferre (1984)
- Diesel, regia di Robert Kramer (1985)
- Killing Cars, regia di Michael Verhoeven (1986)
- Bleu comme l'enfer, regia di Yves Boisset (1986)
- I Love You, regia di Marco Ferreri (1986)
- Twist again à Moscou, regia di Jean-Marie Poiré (1986)
- Paura e amore, regia di Margarethe von Trotta (1988)
- Prisonnières, regia di Charlotte Silvera (1988)
- Australia, regia di Jean-Jacques Andrien (1989)
- Après après-demain, regia di Gérard Frot-Coutaz (1990)
- Salades russes, regia di Youri Mamine (1994)
- Le Ballon d'or, regia di Cheik Doukouré (1994)
- Uomini & donne - Istruzioni per l'uso (Hommes, femmes, mode d'emploi), regia di Claude Lelouch (1996)
- L'orco - The Ogre, regia di Volker Schlöndorff (1996)
- Oui, regia di Alexandre Jardin (1996)
- C'est la tangente que je préfère, regia di Charlotte Silvera (1997)
- Ça n'empêche pas les sentiments, regia di Jean-Pierre Jackson (1998)
- Comme une bête, regia di Patrick Schulmann (1998)
- Je suis vivante et je vous aime, regia di Roger Kahane (1998)
- Les gens en maillot de bain ne sont pas (forcément) superficiels, regia di Éric Assous (2000)
- Les Filles, personne s'en méfie, regia di Charlotte Silvera (2002)
- Livraison à domicile, regia di Bruno Delahaye (2003)
- L'Incruste, fallait pas le laisser entrer!, regia di Corentin Julius e Alexandre Castagnetti (2004)
- Le Genre humain, première partie: Les Parisiens, regia di Claude Lelouch (2004)
- L'antidoto (L'Antidote), regia di Vincent de Brus (2005)
- Le Courage d'aimer, regia di Claude Lelouch (2005)
- Les Oiseaux du ciel, regia di Éliane de Latour (2006)
- Les Brigades du Tigre, regia di Jérôme Cornuau (2006)
- Par les épines, regia di Romain Nicolas (2011)
- Cassos, regia di Philippe Carrese (2012)
- Pauvre Richard, regia di Malik Chibane (2012)
- Parliamo delle mie donne (Salaud, on t'aime), regia di Claude Lelouch (2014)
- Calomnies, regia di Jean-Pierre Mocky (2014)
- La Vertu des impondérables, regia di Claude Lelouch (2019)